# Festival dei due mondi
Pour les articles homonymes, voir Deux mondes.
Le Festival dei due mondi (en français : Festival des Deux Mondes) de Spolète en Italie est un festival artistique pluri-disciplinaire, qui associe musique classique, opéra, théâtre, danse et expositions d'art, fondé en 1958 par le compositeur Gian Carlo Menotti.

## Les manifestations
Les artistes et les personnalités qui participent au festival appartiennent au monde de la musique, de l'art lyrique, de la danse, du théâtre, des marionnettes, de la littérature, du cinéma et de la peinture. Dans les années 1980-1990 a également été institué le congrès de la revue Spoletoscienza auquel prennent part scientifiques et chercheurs.
La caractéristique de la manifestation tient dans l'originalité, la nouveauté et parfois l'exclusivité des spectacles proposés. Le festival de Spoleto a depuis toujours cherché à proposer des spectacles d'avant-garde mais aussi à respecter la tradition classique. En outre, les nombreux espaces et particularités architecturaux que présente la ville contribuent à créer un dualisme entre art académique et art contemporain unique en son genre : 
- le Teatro Nuovo où sont représentés les opéras et les pièces de théâtre ;
- le Teatro Caio Melisso, siège des Concerti di mezzogiorno et d'autres représentations théâtrales ;
- le Teatro Romano est la scène du balletto ;
- le Teatrino delle sei, siège des spectacles de danse moderne ;
- le Complesso monumentale del San Nicolò est le siège des Grandi Processi, procès imaginaires de personnages historiques ;
- le Cortile della Rocca albornoziana est le décor de concerts et de spectacles de théâtre ;
- la Piazza del Duomo, devant le Duomo, où se déroule le Maratona di Danza et où sont donnés les concerts de gala et de clôture ;
- la Chiesa di San Eufemia, lieu des concerts nocturnes de musique sacrée (Ora Mistica) ;
- l' auditorium della Stella est le siège des spectacles de la compagnie de marionnettes Carlo Colla e Figli.

Depuis 1958, date de sa création,, le festival se déroule habituellement sur une durée de dix-sept jours de la fin du mois de juin à la mi-juillet et se conclut avec le traditionnel Concerto in Piazza sur la piazza del Duomo, lors duquel, année après année, se produisent les plus prestigieux orchestres philharmoniques. Le 29 juin 2007 s'est tenue la cinquantième édition du Festival qui a vu la recréation pour l'occasion de l'opéra Maria Golovin de Menotti, disparu quelques mois auparavant. À l'automne 2007, le ministre de la culture Francesco Rutelli, sommé de trouver une solution aux éternelles frictions internes dans la gestion de l'énorme machine du festival, confie à Giorgio Ferrara la charge de relancer l'événement et le nomme directeur artistique.
Étant donné sa longue histoire, il est difficile de définir quels sont les événements les plus innovants dans la mesure où toutes les éditions ont attiré l'attention des médias. Quoi qu'il en soit, le premier événement d'importance et qui aura de fait lancé une nouvelle manière d'organiser les « mostre » a été l'exposition Sculptures dans la ville programmée lors de l'édition de 1962 par Giovanni Carandente (it) : les sculpteurs les plus importants furent invités à exposer leurs œuvres dans les immeubles, les rues et les places de Spolète, donnant vie à un véritable musée à ciel ouvert d'art contemporain dans un environnement riche en histoire. À l'issue de l'exposition, la majeure partie des œuvres furent données à la ville, demeurant dans leurs emplacements d'origine où l'on peut les voir encore aujourd'hui ; parmi celles-ci émerge le Teodelapio (it) d'Alexander Calder considéré comme la première sculpture monumentale,. Un autre événement dont se souviennent les experts de ce domaine fut l'exposition photographique dédiée à Wilhelm von Gloeden lors de l'édition de 1978 : pour la première fois étaient exposées publiquement les œuvres du XIXe siècle de l'auteur allemand, considérées comme ambigües et scandaleuses. Dans les éditions plus récentes, l'un des événements majeurs fut, en 1999, le spectacle Éclipses du Théâtre Équestre Zingaro, présenté en exclusivité pour  l'Italie.

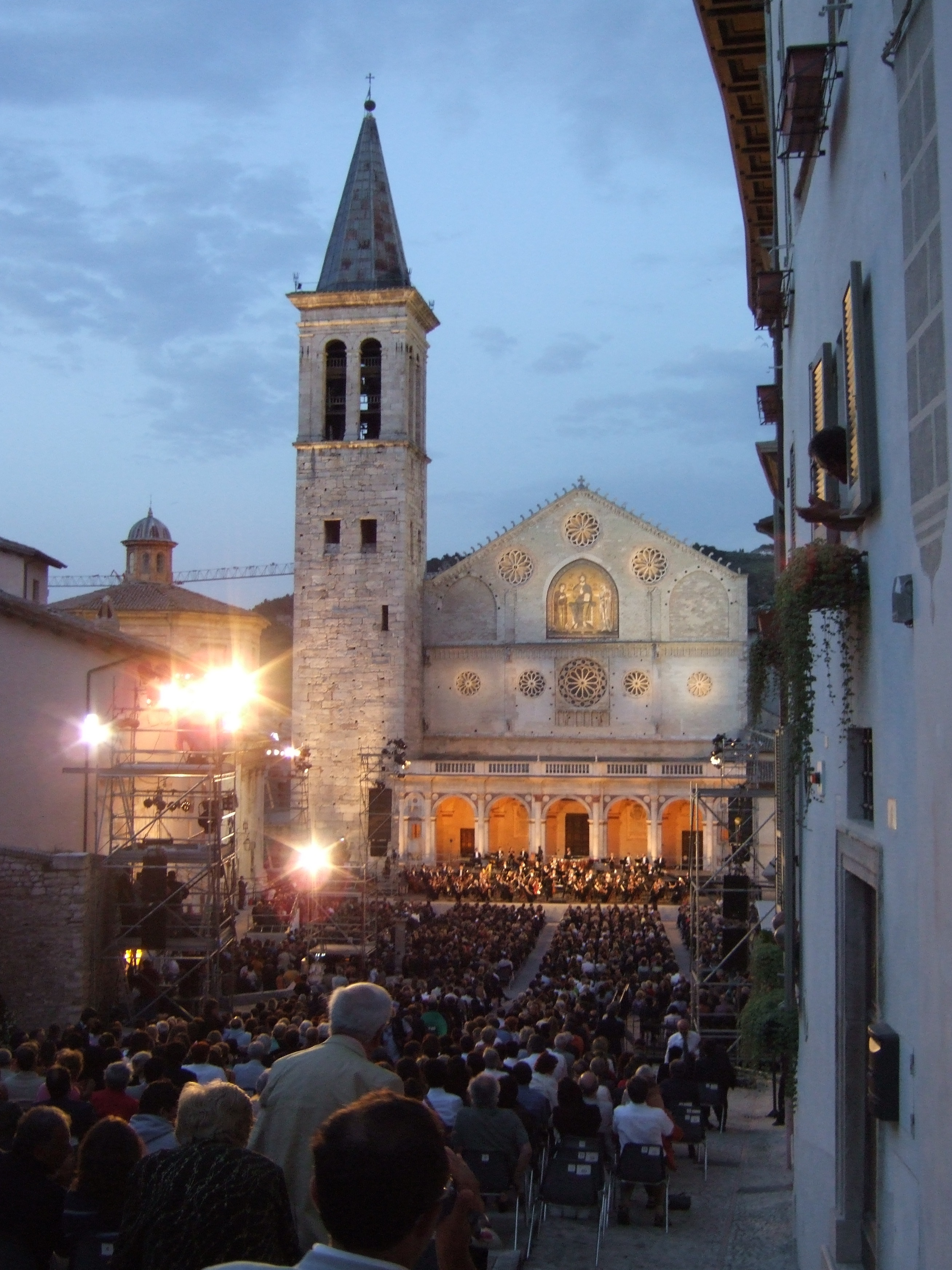
Concert du London Symphony Orchestra au festival le 13 juillet 2008.

Dans les dernières années, le festival a souffert d'un certain ternissement de sa résonance y compris auprès des médias. Le phénomène, en dépit d'un niveau toujours élevé des événements proposés et d'un inaltérable prestige international, est principalement dû à l'énorme croissance, en Italie et dans le monde, de l'offre de spectacles et événements culturels : si jusqu'aux années 1960-1970 le festival pouvait être considéré comme quasiment unique en Italie et peut-être en Europe, il doit supporter aujourd'hui la concurrence de six à sept autres manifestations similaires, bien que mineures, dans la seule Ombrie, sans parler des divers festivals, saisons de concerts, d'opéras, grandes expositions d'art désormais continuellement organisées dans le reste du pays.

## Les festivals des deux mondes
L'intention de son fondateur, le compositeur italo-américain Gian Carlo Menotti, était, dès le départ, de créer au travers de cette manifestation un terrain de rencontre entre deux cultures et deux mondes artistiques, l'américain et l'européen (d'où le nom  « des Deux Mondes » du Festival. Et de fait, le Festival dei Due Mondi est le père et mentor de deux autres événements analogues qui se déroulent à d'étranger : le Spoleto Festival USA (en) de Charleston fondé en 1977 et l'australien Melbourne International Arts Festival (en) (ou Spoleto Festival Melbourne) fondé en 1986. Gian Carlo Menotti fait partie des fondateurs des deux manifestations et en a été le directeur artistique durant respectivement dix-sept et trois ans. Les éditions étrangères ne sont pas des répliques de l'italienne et ont à leur tête des administrations indépendantes.

## Les artistes
Multiples sont les personnalités qui ont été lancées depuis le Festival ou qui se sont fait connaître, essentiellement en Italie et en Europe ; aussi nombreuses sont, depuis la première édition de 1958 jusqu'à aujourd'hui, les célébrités artistiques de réputation mondiale qui ont travaillé à Spolète durant le Festival, confirmant le caractère international de ce rendez-vous culturel. Il suffit, pour en saisir l'importance, de rappeler simplement les noms de quelques-uns des artistes invités qui ont émaillé sa longue histoire, auxquels il faut ajouter ceux des nombreux orchestres et compagnies de ballet de niveau international :
- Isabelle Adjani
- Anouk Aimée (2014, Love letters d'A. R. Gurney, avec Gérard Depardieu[11])
- Patrice Chéreau (1969, L'Italienne à Alger de Rossini[12] ; 1971, La Fausse Suivante de Marivaux)
- John Corigliano
- Eduardo De Filippo
- Carla Fracci
- Vittorio Gassman
- Claude Heater (1968 Tristan und Isolde)
- Rudolf Noureev
- Isabelle Huppert[13]
- Luciano Pavarotti
- Roman Polanski (1974, Lulu d'Alban Berg[14]
- Ezra Pound
- Luca Ronconi (1982, les Revenants d'Henrik Ibsen[15])
- Nino Rota
- Ken Russell
- Thomas Schippers[N 2]
- Romolo Valli
- Luchino Visconti (1958, mise en scène de l'opéra Macbeth de Verdi, direction musicale Thomas Schippers.)
- Bob Wilson (1974, A Letter for Queen Victoria[14] ; 2013 The Old woman d'après Daniil Harms avec Mikhaïl Barychnikov et Willem Dafoe[17])